# Дхакарам (церебральный)

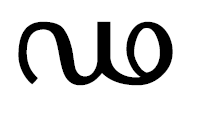
Дхакарам (церебральный)

Малаяли акшарамал

Дхакарам (малаял. ഢകാരം) — дха, 27-я буква алфавита малаялам, обозначает церебральный придыхательный переднеязычный звонкий взрывной согласный. Акшара-санкхья — 4 (четыре).
Дхакарам относится к редко встречающимся буквам. В словах, используемых в малаялам и происходящих из санскрита и пали, дхакарам будет соответствовать кхмерской букве тхо веак тыбэй, в тайском — тхопхутхау, в бирманском — дайейхмоу, в сингальском — махапрана даянна мурддхаджа.

## Лексика
- Дхолак (ഢോലൿ, где " േ" обозначает гласную ē /eː/: "дхе", " ാ" обозначает гласную ā /aː/, но вместе " ോ " они обозначают гласную ō /oː/: "дхо") или даккы — большой сдвоенный барабан.